# Földi László (közgazdász)
Földi László (született Fränkl) (Újpest, 1913. július 17. – Budapest, 1978. augusztus 14.) magyar közgazdász, államtitkár.

## Életpályája
Fränkl Izidor önálló bádogos és Neumann Vilma gyermekeként született. Betűszedő volt, mozgalmi munkáját 1932-ben kezdte el a Magyarországi Könyvnyomdai Munkások Egyesületénél. 1935-ben a KMP tagja lett. A Magyar Történelmi Emlékbizottság egyik szervezője volt. 1942-ben letartóztatták, majd elítélték. Szabadulása után a földalatti mozgalomban is részt vett. 1944-ben újból letartóztatták. 
Közgazdász diplomát szerzett a Közgazdaságtudományi Egyetemen Budapesten. 1947 és 1949 között a Könnyűipari Minisztérium osztályvezetője, 1949–51-ben főosztályvezetője volt. 1951-ben miniszterhelyettes lett, ezután a könnyűipari miniszter első helyettese volt. 1973 és 1975 között könnyűipari miniszteri államtitkár volt. A Nyomda-, Papíripar és a Sajtó Dolgozói Szakszervezete Központi Vezetőségének tagja volt.